# Жёлтая линия (Стокгольмский метрополитен)
Жёлтая линия (швед. Gula linjen) — четвёртая, проектируемая линия Стокгольмского метрополитена. Планировалась к открытию в 2020 году, но позже открытие было перенесено. 
В 2024 году начались подготовительные работы, улучшение уже существующей инфраструктуры. Конструкционные работы начнутся в 2025 году, а сама ветка планируется к открытию в 2034 году. 

## История
Участок изначально хотели строить как продление Зелёной линии, но не построили из-за того, что на участке Уденплан — Альвик будет проходить поезда сразу четырех вилочных направлений, а участок Уденплан — Слюссен будет очень сильно перегружен, поэтому от этого варианта отказались. Тогда решили строить новую линию. Строительство линии началось в 2016 году.
22 сентября 2015 года представили план новой линии. Линия будет состоять из трёх станций — Уденплан, Хагастаден и Аренастаден. Длина линии — 4,6 км.

### Цвет линии
Жители Стокгольма могли проголосовать за цвет линии до 11 августа 2015 года. Из цветов были предложены: жёлтый, коричневый, бирюзовый, розовый и фиолетовый. Тот, кто предложил победивший цвет, получил бесплатный проездной на год.

## Возможная перспектива
Жёлтую линию могут продлить на север до Красной линии и в Тебю, также линию продлят линию на юг через станции Фридхемсплан, Лильехолмен в Альвшё.